# Тур Ульвен
Тур Ульвен (14 листопада 1953 — 18 травня 1995) — норвезький поет, письменник, перекладач.

## Біографія
Один з найважливіших поетів норвезької літератури другої половини XX століття. Його ранні поетичні роботи написані традиційним для модернізму верлібром під сильним впливом сюрреалізму, який він почав перекладати на норвезьку мову. На початку 1980-х років він знайшов самостійний голос, самобутню по стилістиці і тематиці манеру письма. В останні роки життя Ульвен здебільшого публікував прозу. Був нагороджений кількома преміями (Obstfelder prize, Hartvig Kirans prize), в тому числі і авторитетної премією Доблоуг (Doblougprisen, 1995).

### Загибель
Покінчив життя самогубством у 1995 році в Осло.